# Didierea trollii
Didierea trollii és una espècie de plantes amb flor que pertany a la família de les didiereàcies. És l'espècie tipus del gènere.

## Descripció
Didierea trollii creix primer postrada, després amb brots erectes i pot arribar a fer fins als 2 metres d'alçada o fins i tot més alta. Els brots de 2 a 3 centímetres de gruix, de color verd grisós, estan proveïts de berrugues planes i disposades en espiral. En aquestes berrugues hi ha arèoles d'1 a 3 cm de llargada i amb espines radiants de color gris. N'hi ha 5 fulles allargades el·líptiques o obovades que fan entre 15 a 25 mm de llargada i entre 3 a 8 mm d'amplada.
Les flors són de color groc blanquinós a verdós estan molt amuntegades. L'estigma és de color rosa clar i els fruits fan entre 5 a 7 mil·límetres de llargada.

## Distribució
Didierea trollii es distribueix al sud de Madagascar, des d'Ampotaka fins a Ifotaka.

## Taxonomia
La primera descripció de Didierea trollii va ser establerta el 1961 per René Paul Raymond Capuron i Werner Rauh i publicat a Adansonia, n.s. 1: 39–41, t. 1, 2, 3(2,4,6), 4(4–8).
Etimologia
Didierea: gènere que va ser dedicat a l'explorador i naturalista francès Alfred Grandidier (1836-1921).
trollii: epítet en honor de Wilhelm Troll (1897–1978), professor alemany de botànica a la Universitat de Magúncia i fundador del Jardí botànic de Magúncia.